# فی مار
فی مار یک ستاره است که در صورت فلکی مار قرار دارد.